# 대한성공회
대한성공회(大韓聖公會, 영어: Anglican Church of Korea)는 대한민국의 독립된 성공회 교회이다. 1993년 세계성공회공동체에 속하는 정식 관구(Province) 로 독립된 성공회 교회가 되었다. 세계교회협의회(WCC)와 세계 성공회 공동체(Anglican Communion)의 일원으로 국제적으로는 세계성공회 사무국(Anglican Communion Office), 세계 각 지역의 관구(Province), 국내적으로는 한국기독교교회협의회(NCCK)에 가입되어 있으며, CBS기독교방송, 대한성서공회, 대한기독교서회 등과 협력 중이다.
대한성공회는 성공회의 전통 중 고교회파 전통을 존중하여, '사제', '성당' 등 교회 용어가 천주교와 대부분 동일하다.

## 교회의 역사

### 선교사 시대

#### 대한성공회의 시작
1890년 잉글랜드 성공회의 찰스 존 코프(한국이름 고요한) 주교가 3대주교가 될 마크 트롤로프(조마가)사제와 미국 펜실베이니아 출신 의사로서 현재 내동성당 자리에 성 루가 병원(낙선시 병원, 선을 베푸는 병원)을 지어 의료선교를 한 랜디스(한국이름 남득시)와 함께 부산항으로 입국하였다. 대한성공회 선교 130주년을 기억하는 《성공회신문》2020년 9월 28일자 1면에 의하면, 1889년 11월에 주교서품을 캔터베리 대주교로부터 받은 고요한 주교는 "임금이 없으므로 내핍생활을 해야 하며, 다른 성직자들과 공동체 생활을 해야 한다"라고 선교사 모집공고를 내었지만, 지원자가 없자 직접 지원자를 찾았다. 이에 호응한 이들이 조마가 주교와 남득시 선생, 그리고 후에 3대 한국교구장이 되는 마크 트롤로프였다. 그날 존 코프 주교는 영국 세관원의 아들에게 세례를 주었다.첫 성공회 교회는 현재 인천 중구 내동 3번지 언덕에 있는 성공회 내동성당의 교회공동체이며,서울 정동 3번지에 현재는 대한성공회 서울주교좌대성당로 활동하는 교회를 세우며 성공회는 한국에 뿌리내리기 시작했다. 잉글랜드 성공회 선교사들의 선교활동이 7년째인 1897년에 김희준(마가,?-1946년)과 김군명(요한)이 성공회에서 처음으로 세례를 받았다.
존 코프 주교의 기록에 따르면, 존 코프 주교는 1890년 조선에 입국하기전부터, 조선사람들이 빈곤과 질병으로 고통함을 알고는, 숙련된 의사와 간호사들이 환자들을 돌보도록 하는 의료선교를 생각하였다. 조선선교를 위한 기금을 마련하기 위해, 영국 순방 당시 많은 교우들이 자금을 기부했다고 한다. 미국인 랜디스(한국이름 남득시)가 존 코프 주교의 뜻을 존중하여, 성공회 내동교회에서 의료선교를 했다. 가마, 온돌을 사용하는 등 한국사람들의 전통을 존중했다고 알려져 있다.
이 영향으로 대한성공회는 1993년 관구 설정이 이뤄질때까지 잉글랜드 성공회 산하 교구로 활동하였고, 1965년 이전에는 잉글랜드 성공회 조선교구로 활동하였다.

#### 신학교육의 시작
1910년 대한성공회 2대 주교인 아더 터너 주교가 과로로 별세하자, 마크 트롤로프 주교가 대한성공회 3대 주교가 되었다. 트롤로프 주교는 한국인 성공회 사제를 가르치는 일에 몰두하여, 1914년 강화도에 지금의 성공회대학교인 성 미가엘 신학원을 세웠고, 1915년 김희준(마가)사제가 대한성공회 3대주교인 마크 트롤로프(한국이름 마가)주교에게 서품을 받음으로써 처음 한국인 성공회 사제가 되었다.김희준 마가 신부의 손자인 김진세(애덕)신부도 성공회 사제로서 활동하고 있다. 그외 세실 주교가 복음화운동으로싸 선교사로서 활동하던 시기에는 성공회 신자가 만 명, 축성한 성공회 성당이 만여 개에 달할 정도로 성공회는 꾸준히 성장했다.

#### 수도원의 시작
1925년에는 현재 성가수녀원인 수녀원을 축성하였다. 이비비(1899년-1990년)수녀가 첫 지원자이다.

#### 사회선교
조선에 뿌리를 내린 성공회는 대한제국 개화기에 근대 서양식 교육을 보급하기 위하여 충남 천안에 신명학교를 설립하고, 인천, 여주, 진천 등지에 병원을 설립하였으며, 경기도 수원과 안중에는 보육원을 개설하였다. 항일운동에도 참여하여, 3.1운동때에는 성공회 병천교회와 부속학교인 신명학교가 태극기를 제작하여 참여하는 바람에 문을 닫아야 했고, 신명학교 교사 김구응이 일본 헌병에게 죽임을 당하기도 했다. 비슷한 시기에 전래된 장로교, 감리교 등과는 달리 적극적인 전도보다는 사회선교로써 기독교 신앙을 실천하는 것에 무게를 두었다고 알려져 있지만, 성공회는 청일전쟁 등으로 고통받는 한국민중들을 병원, 고아원을 지어 돌보는 사회선교와 김희준 마가와 김군명 요한에게 세례를 주는 선교활동 모두 하였다.

#### 토착화
성공회는 선교 초기부터 한국 문화의 토양 깊이 뿌리를 내린 교회가 되고자 토착화에 힘썼다. 그래서 한국 건축 양식인 한옥으로 지은 성공회 교회들이 지금도 강화도 강화읍과 온수리에 있는 (강화읍교회, 성공회 온수리교회), 진천 (진천성당), 청주 (수동성당) 등에 남아 있다.

#### 신사참배 결의
1936년 천주교, 구세군, 감리회, 성결교와 함께 신사참배를 시작했다. 대부분의 모든 교파들이 신사참배는 종교가 아니라 국가 의식이라는 일본의 주장을 그냥 받아들이고 수용하게 되었다.

### 한국전쟁과 대한성공회
대한성공회는 1950년 한국전쟁때 대한성공회 서울주교좌대성당 주임신부이던 윤달용(모이서) 신부와 성공회대학교교수로 활동하던 조용호(디모데)신부를 비롯한 성공회 성직자들이 공산주의자들에 의해 순교하는 등의 어려움을 겪기도 했다. 윤달용 모이서 신부는 인민군이 서울을 점령한 3일동안 인민재판을 열어 사람들을 살상하는 폭력에 인민위원장에게 항의하여 순교하는, 용감한 죽음을 맞았고, 조용호 신부는 한국전쟁이 일어난지 얼마 안 된 때에 납치되어 순교했다.

### 대한성공회의 성장

#### 한국인 성공회 주교 서품
1965년 이천환(바우로) 주교가 최초의 한국인 성공회 주교로 주교서품을 받는 등 꾸준히 성장하고 있다. 당시 성공회 교구도 서울교구와 대전교구로 분리되었는데, 후에 부산교구가 대전교구에서 독립하였다.

#### 사회선교
성공회 성 미가엘 신학원과 천신신학교를 성공회대학교로 개편하였고, 장애인 교육이 낯설 때인 1974년에 만들어진 지적장애인 교육기관인 성 베드로 학교를 개교하였다. 개발독재시기에는 노동자들의 인권을 위하여 노동상담을 하였으며, 지금도 성공회 나눔의 집협의회와 성공회 샬롬의 집에서 저소득층, 이주노동자들의 인권을 위해 일하고 있다. 2018년 1월엔 성공회 남양주 샬롬의 집 사제인 이정호(골롬바)신부가 국가인권위원회로부터 동백장을 받았고, 이정호 신부 사진과 인터뷰한 글이 국가인권위원회 기관지인 《인권》2018년 1월호에 표지모델로 나오기도 했다.

#### 관구
1993년, 정식으로 한국 관구가 설치되었다.
2024년 현재 성공회 한국관구장은 부산교구장 박동신 (오네시모) 주교이며, 서울교구장은 김장환(엘리야) 주교, 대전교구장은 김호욱(디도) 주교, 부산교구장은 박동신(오네시모) 주교이다. 성공회 한국관구민은 13,222명(교구의회 보고 합산, 2019)이다.

## 연혁
- 1890년 : 대한성공회 초대주교 존 코프(한국이름 고요한)가 한국 선교 시작.
- 1897년 : 내동성당 설립.
- 1897년 : 강화성당 설립.
- 1900년 : 온수리성당 설립.
- 1905년 : 2대 주교 터너(한국이름 단아덕) 주교 서품.
- 1911년 : 3대 주교 트롤로프 (한국이름 조마가) 주교 서품.
- 1914년 : 성 미카엘 신학교 개교 (현재 성공회대학교)
- 1931년 : 4대 주교 쿠퍼 (한국이름 구세실) 주교 서품.
- 1955년 : 5대 주교 존 데일리 (한국이름 김요한) 주교 서품.
- 1965년 : 서울교구, 대전교구 분리됨, 서울교구 초대 한국인 주교 이천환 주교 서품.
- 1974년 : 대전교구에서 부산교구 분리됨.
- 1993년 : 독립 관구가 됨.

## 소속 교구
- 대한성공회 서울교구
- 대한성공회 부산교구
- 대한성공회 대전교구

## 대한성공회 관련 기관
- 대한성공회 서울주교좌대성당 - 대한성공회 서울교구장의 주교좌가 있는 대성당이다.
- 선교 부서
  - 대한성공회 출판부 - 서울교구에 속해 있다. 성공회 신문, 성공회 기도서, 성공회 관련 소식지 등의 교회 출판물들을 편집한다.
  - 성공회 선교교육원 - 대한성공회 서울교구에 속해 있다. 성공회 신앙교육과 선교를 위한 연구, 교육프로그램의 개발과 훈련을 실시하는 기관이다.
  - 나눔의 집 협의회 - 가난하고 소외된 이들을 위한 사회 선교기관으로 노원나눔의집, 성북나눔의집, 인천나눔의집, 봉천동나눔의집, 수원나눔의집, 춘천나눔의집, 포천나눔의집, 용산나눔의집, 동두천나눔의집 등 9개의 나눔의집이 해당 지역에서 활동하고 있다.
  - 샬롬의 집 - 이주노동자를 위한 선교 기관이다.
  - 교회선교회 한국사무소 - 18세기 영국 성공회에서 복음주의 운동의 영향으로 설립한 교회선교회(CMS, Church Mission Society)의 한국사무소이다. 나성권(시몬)신부가 책임자로 일하고 있으며, 아시아 복음화를 목표로 한다.
  - GFS - 성공회 여성신도들의 활동기관이다.
  - 성공회 환경연대 - 대한성공회의 환경 운동 기관이다. 최상석 신부가 사무국장을 맡고 있다.
- 관할 학교
  - 성공회대학교 - 대한성공회에서 세운 신학대학인 성 미가엘 신학원이 전신이며, 천신신학교 시절을 거쳐 현재는 신학과와 일반학과가 공존하는 종합대학교로서의 정체성을 갖고 있다.
  - 성 베드로 학교 - 지적장애인들을 위한 교육 기관이다.
- 파송 기관 및 단체
  - 연세대학교 - 한국기독교장로회, 기독교대한감리회, 대한예수교장로회 등과 함께 이사회에 대표이사 1명을 파송한다. 이천환 주교가 이사장을 맡기도 했으나, 현재는 무관하다.
  - CBS기독교방송 - CBS기독교방송 재단 이사회에 성공회 대표 이사 1명이 파송 되어 있다.

## 같이 보기
- CBS기독교방송
- 성공회
- 예수원
- 성공회대학교
- 공동번역성서 - 대한성공회는 공동번역성서를 공식 성서로 사용하고 있다.
- 대한성공회의 성인 달력
- 한국기독교교회협의회

## 외부 링크

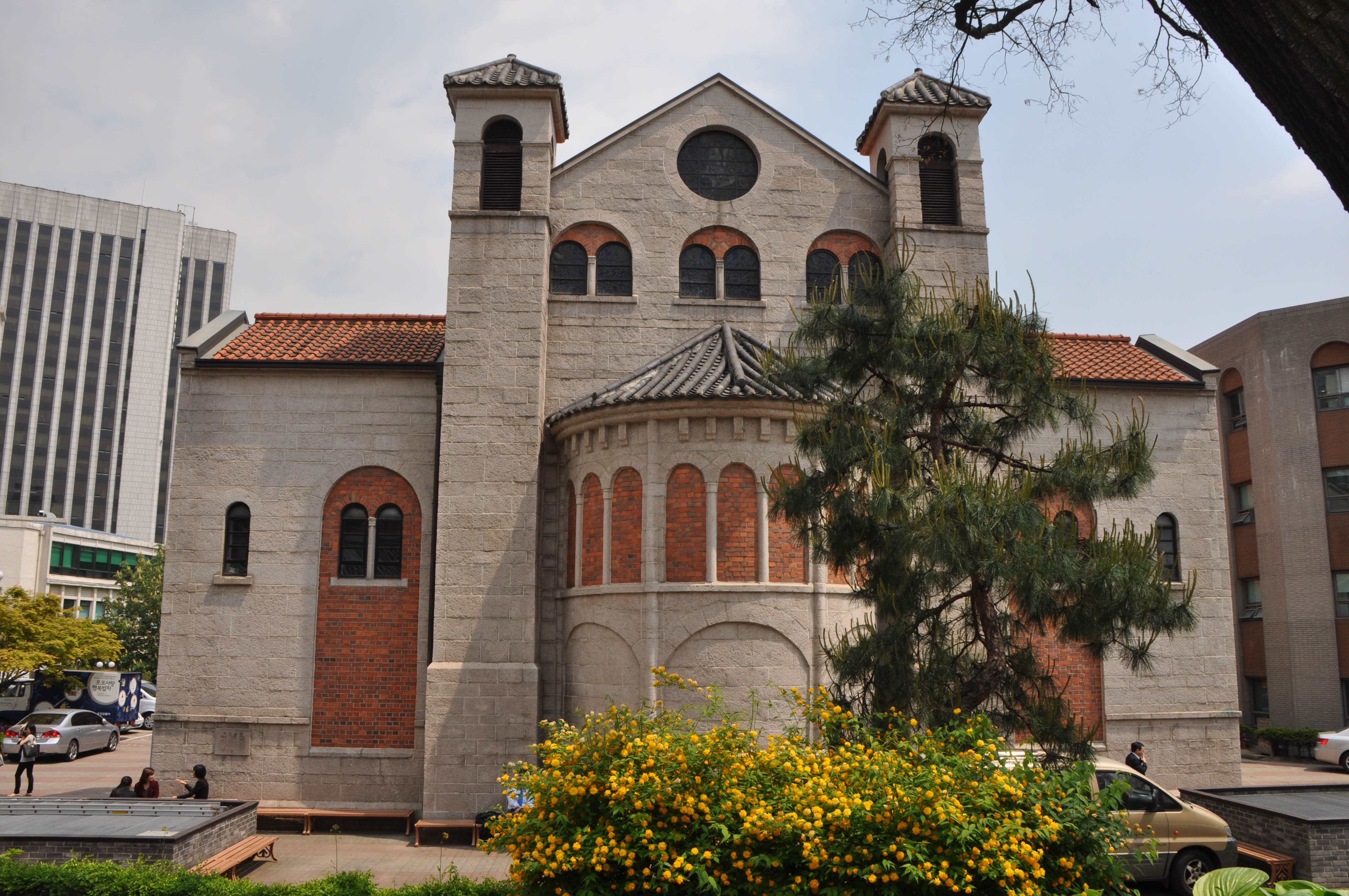
대한성공회 서울주교좌대성당